# زلفیه عطایی
زلفیه عطایی یکی از شاعران فارسی‌زبان از کشور تاجیکستان است.

## زندگی‌نامه
زلفیه عطایی زاده در ۱۵ ژوئیهٔ ۱۹۵۴ میلادی در روستای قلعه‌عظیم ناحیهٔ غانچی سرزمین سغد باستانی به دنیا آمد. دانش‌آموخته دانشگاه ماکسیم گورگی شهر مسکو روسیه است. (۱۹۷۷)
وی بیشتر در قالب غزل و قالب‌های کلاسیک شعر می‌گوید و در آن‌ها به مشکلات زنان در جامعهٔ تاجیکستان می‌پردازد.
او مدت‌ها روزنامه‌نگار بوده‌است و هم‌اکنون سردبیر گاهنامهٔ «فیروزه» برای زنان است.

## آثار
مجموعه‌های چاپ شده‌اش عبارت‌اند از:
- جهاز - (۱۹۷۷)
- واخوری (دیدار) - (۱۹۸۰)
- دیدار- (۱۹۸۲)میوهٔ صبر- (۱۹۸۲)
- زاچهٔ خوشروی من - (۱۹۸۴)
- دختر دریا - (۱۹۸۶)
- عشق یک زن - (۱۹۹۲)
- ستارهٔ وحشی - (۱۹۹۷)
- ستارهٔ مشتری - (۱۹۹۸)
- زن اگر عاشق شود - (۲۰۰۱)

### داستان
غیر از شعر یک کتاب داستان نیز دارد به نام (غم را نمی‌فروشم) که در گاهنامهٔ صدای شرق به چاپ رسیده‌است.